# Кодреску, Теодор
Теодор Кодреску (рум. Theodor Codrescu; 1 апреля 1819, Яссы — 23 марта 1894, там же) — молдавский и румынский писатель, переводчик, драматург.

## Биография
Теодор Кодреску родился 1 апреля 1819 года в Яссах, столице Молдавского княжества. Составил французско-румынский словарь, написал драму «Plăešul» и ряд рассказов («Foiletonistul»). Главный труд Кодреску — издание памятников румынской историографии, грамот, записок современников, надписей и т. д. в 25 томах («Uricariul»).